# Slag om Okinawa
De Slag om Okinawa (Japans: 沖縄戦, Okinawa-sen), geallieerde codenaam Operation Iceberg, vond plaats van 1 april tot 22 juni 1945 in het zuiden van Japan tussen Japanse en Amerikaanse strijdkrachten.
De Amerikanen landden op 26 maart 1945 op de kleine Kerama-eilanden bij Okinawa en op 1 april op Okinawa zelf. De strijd werd door de plaatselijke bevolking tetsu no ame genoemd, "regen van staal". In deze slag maakte de wereld voor het eerst op grote schaal kennis met het fenomeen kamikaze. Op 23 juni gaven de laatste Japanners zich na zeer verbeten gevechten over.

## Strategische ligging van Okinawa
Okinawa is het grootste eiland (ongeveer 1200 km²) van de Riukiu-eilanden, ongeveer 600 km ten zuidwesten van de vier hoofdeilanden van Japan. In tegenstelling tot andere eilanden waar om werd gestreden, zoals Iwo Jima, was er een grote inheemse bevolking.
Het strategische belang van Okinawa tijdens de Tweede Wereldoorlog was aanzienlijk. De Amerikanen hadden "islandhoppend" het ene na het andere eiland ten zuiden van Japan ingenomen. Amerikaanse controle over Okinawa zou de Japanse aanvoer van materialen zoals olie, ijzererts en rubber vanuit het zuiden, maar ook de communicatie tussen het Japanse vasteland en Japanse bases in het zuiden van de Grote Oceaan, effectief afsnijden. Ook zou het eiland een basis kunnen vormen voor een Amerikaanse aanval op de Japanse hoofdeilanden. Op Okinawa lagen bovendien verscheidene vliegvelden en de enige twee redelijk grote havens tussen Formosa en het Japanse hoofdeiland Kyushu.

## Okinawa tijdens de Groot-Aziatische oorlog
Van de strijd in China, die begon in 1937, was op het eiland weinig te merken. Het was nooit een industrieel gebied geweest en het had nooit veel voedsel geproduceerd. De enige Okinawaanse bijdrage lag in het feit dat er op het eiland suikerriet werd geteeld, waaruit alcohol kon worden geproduceerd voor torpedo's en motoren. Toen de Verenigde Staten echter in de oorlog betrokken raakten door de aanval op Pearl Harbor op 7 december 1941, werd het eiland versterkt. Het werd een hoeksteen in de "verdedigingsmuur" van Japan. Er werden verscheidene vliegvelden aangelegd en de havens werden gemoderniseerd, zodat ze ook grote oorlogsbodems en vliegdekschepen zouden kunnen ontvangen.

## Operatie Iceberg

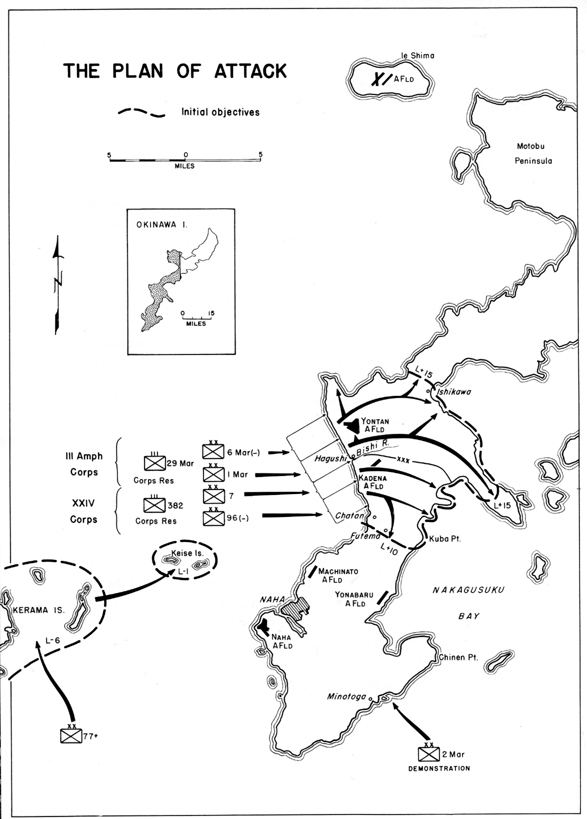
Oorspronkelijk Amerikaans aanvalsplan

### Troepensterkte
- De Amerikaanse troepen in de Stille Oceaan hadden al verscheidene eilanden ingenomen, meest recentelijk Iwo Jima en de Filipijnen. Admiraal Raymond A. Spruances Amerikaanse vijfde vloot beschikte over meer dan veertig vliegdekschepen, achttien slagschepen, tweehonderd torpedobootjagers en honderden schepen van allerlei typen voor ondersteuning (bijvoorbeeld korvetten en hospitaalschepen). In totaal omsingelden ongeveer 1300 schepen van de Verenigde Staten het eiland. Van die 1300 waren er 365 amfibische schepen.
- Het pas samengestelde Amerikaanse 10e leger, dat op 1 april 1945 met 154.000 man de strijd om Okinawa begon, bestond uit zeven van de meest geharde divisies die in de Stille Oceaan vochten. Het 14e korps onder generaal John Hodge bestond uit de 7e en de 96e infanteriedivisies, het derde amfibische korps van generaal-majoor Roy Stanley Geiger bestond uit de 1e en de 6e mariniersdivisies; de 27e en 77e infanteriedivisies en de 2e divisie mariniers vormden de reservemacht.
- Net zoals bij Iwo Jima werd ook op Okinawa door de Amerikaanse inlichtingendienst de sterkte van de vijand onderschat. De oorzaak hiervan was dat, toen men de aanval voorbereidde, het eiland nog te ver weg lag voor Amerikaanse verkenningsvliegtuigen. Men schatte het aantal Japanners op 65.000, terwijl dit er ruim 100.000 bleken te zijn. B-29-bommenwerpers voerden de eerste verkenningsmissie uit boven Okinawa en omringende eilanden.
- Het Japanse Keizerlijke leger onder leiding van Mitsuru Ushijima had een verdedigingsplan klaar. Vanwege de overweldigende Amerikaanse overmacht op zee en in de lucht werd er besloten niet op de stranden te vechten. Zowat het hele noorden van het eiland werd onverdedigd gelaten, met uitzondering van de berg Yaedake, het vliegveld van Kadena en de bases in Yomitan. In het bergachtige gebied van het zuiden van Okinawa werden echter vier verdedigingscirkels aangelegd, de zogenaamde Shuricirkels, waar de Japanners zich ingroeven. De Shuricirkels waren goed verdedigbaar dankzij het ruige landschap en de grote aantallen Japanse artillerie van verschillend kaliber.

### De vloot arriveert
Op 10 oktober 1944 bombardeerden ongeveer tweehonderd vliegtuigen op bevel van admiraal Halsey Naha, de grootste stad én hoofdstad van Okinawa. De stad werd daarbij vrijwel geheel verwoest. Midden maart 1945 verzamelde de Amerikaanse vloot zich om Okinawa te bombarderen. Ook de eerste kamikazes verschenen.

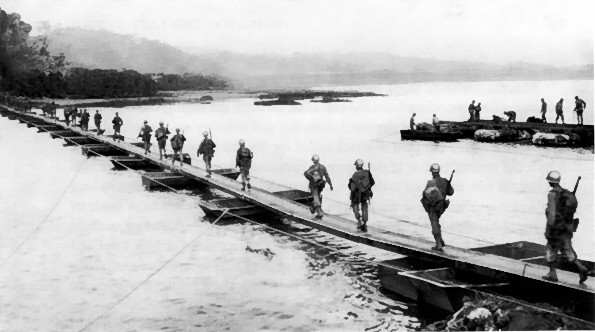
Soldaten steken de Machinato over op 19 april

### De landing
Voordat de legermacht aan land ging, bombardeerden de schepen van Task Force 52 onder leiding van generaal Blandy de stranden met 13.000 granaten. Verder voerden bommenwerpers van Curtis LeMay 3000 vluchten uit. De Amerikanen dachten zo vrijwel alle weerstand op het eiland nog voor de eigenlijke landing uit te schakelen. Het bombardement van de vloot stopte niet voordat de eerste Amerikaanse soldaten voet aan land zetten, waarbij bijna geen weerstand ontmoet werd. Aan het eind van de eerste dag waren bijna 60.000 Amerikaanse soldaten (twee mariniersdivisies en twee legerdivisies) geland.
Tegelijk met de eerste aanvalsgolf had de tweede mariniersdivisie een afleidingsmanoeuvre uitgevoerd in het zuiden. Op de tweede dag werd eenzelfde actie uitgevoerd zodat de Japanners niet konden voorkomen dat op de landingsplaats een bruggenhoofd werd gevormd. De Amerikanen trokken snel het eiland over en isoleerden het zuiden van het noorden, nog steeds zonder vermeldenswaardige weerstand te ondervinden.
Het vervolg op de landing verliep in vier fases:
- De opmars naar de oostelijke kust (1-4 april).
- Het verkennen en innemen van het noordelijke deel van het eiland (5-18 april).
- Het innemen van de omringende eilanden (10 april - 26 juni).
- De eigenlijke slag met het ingegraven Japanse 32ste leger. Dit gevecht begon op 6 april en eindigde pas 21 juni.

### De gevechten
De strijd in het zuiden van Okinawa stond in contrast met de snelle inname van het noorden van het eiland. Pas toen de 7e en de 96e infanteriedivisies naar het zuiden werden gestuurd, omdat de Amerikanen van autochtone bewoners hoorden dat de Japanners voornamelijk in het zuiden zaten, begon de echte slag om Okinawa. Uiteindelijk werd de slag om Okinawa een van de bloedigste en meest verbeten slagen van de hele oorlog.
Hoewel de Amerikanen op 5 april op vastberaden verzet stuitten, kon de opmars nog wel doorgang vinden, zij het met moeite. Op 9 april was het verzet zo zwaar dat zowel de divisie van Roy Stanley Geiger als die van John Hodge geheel tot stilstand kwam voor een zwaar verdedigde stelling op de Kakazubergkam. De Amerikanen vielen dagenlang aan, gesteund door B-29 Superfortress bommenwerpers, maar werden steeds afgeslagen. Aan Japanse zijde vielen veel slachtoffers. Op 12 april, de dag waarop de Amerikaanse president Roosevelt stierf, waren meer dan 5.500 Japanners gesneuveld, tegen 'slechts' 451 Amerikanen. De Amerikanen stonden echter nog steeds voor de Kakazubergkam.
De eerste drie verdedigingscirkels vielen relatief gemakkelijk. Het feit dat de Japanners tactisch onverstandige tegenaanvallen inzetten, werkte in het voordeel van de Amerikanen. Maar bij de vierde cirkel op het Kiyamuschiereiland was het verzet erg verbeten. Toen alle hoop verloren was, pleegden verscheidene Japanners, onder wie generaal Mitsuru Ushijima, seppuku of ze bliezen zichzelf op met handgranaten.

### Verliezen
- Amerikaanse verliezen: Zo'n 34 schepen zonken, 368 schepen waren beschadigd, 763 vliegtuigen werden neergeschoten. In totaal werden er meer dan 12.000 Amerikaanse soldaten gedood tijdens de slag om Okinawa.
- Japanse verliezen: De Japanse verliezen waren enorm. 107.539 soldaten sneuvelden, 10.755 werden gevangengenomen of gaven zich over. 7830 vliegtuigen en zestien schepen werden vernietigd.
- Burgerslachtoffers: Inwoners van Okinawa werden in het Japanse leger gedwongen en kwamen om in de gevechten. Veel anderen vluchtten naar de grotten om niet in beschietingen terecht te komen en werden daar levend begraven bij instortingen. Ook de artillerie- en luchtbombardementen maakten veel slachtoffers. Alle ramingen liggen tussen de een derde en een tiende van de bevolking.
- Een zeker niet te onderschatten fenomeen is de zogenaamde "battlestress". Dit maakte in deze veldslag meer slachtoffers dan in andere veldslagen waar dit fenomeen ook werd bijgehouden. De herhaalde aanvallen, de continue beschietingen en het hoge percentage doden zijn hiervan de oorzaak. In totaal waren er meer dan 26.000 psychiatrische slachtoffers aan Amerikaanse zijde. Aan Japanse zijde zijn er geen cijfers beschikbaar.

## Kamikaze
De kamikazes zijn soldaten die door zelfmoord te plegen zo veel mogelijk vijandelijke slachtoffers proberen te maken. Meest bekend zijn de kamikazepiloten - die ook het meest voorkwamen -, maar gevallen van kamikazeminiduikboten, kamikazespeedboten en kamikazebestormingen (waarbij de ingesloten soldaten die geen enkele kans op overwinning zagen zich in een blinde stormloop op de vijand wierpen) zijn bekend.

De kamikazes krijgen een speciale vermelding aangezien het toppunt van de kamikazeaanvallen plaatsvond tijdens de slag om Okinawa.

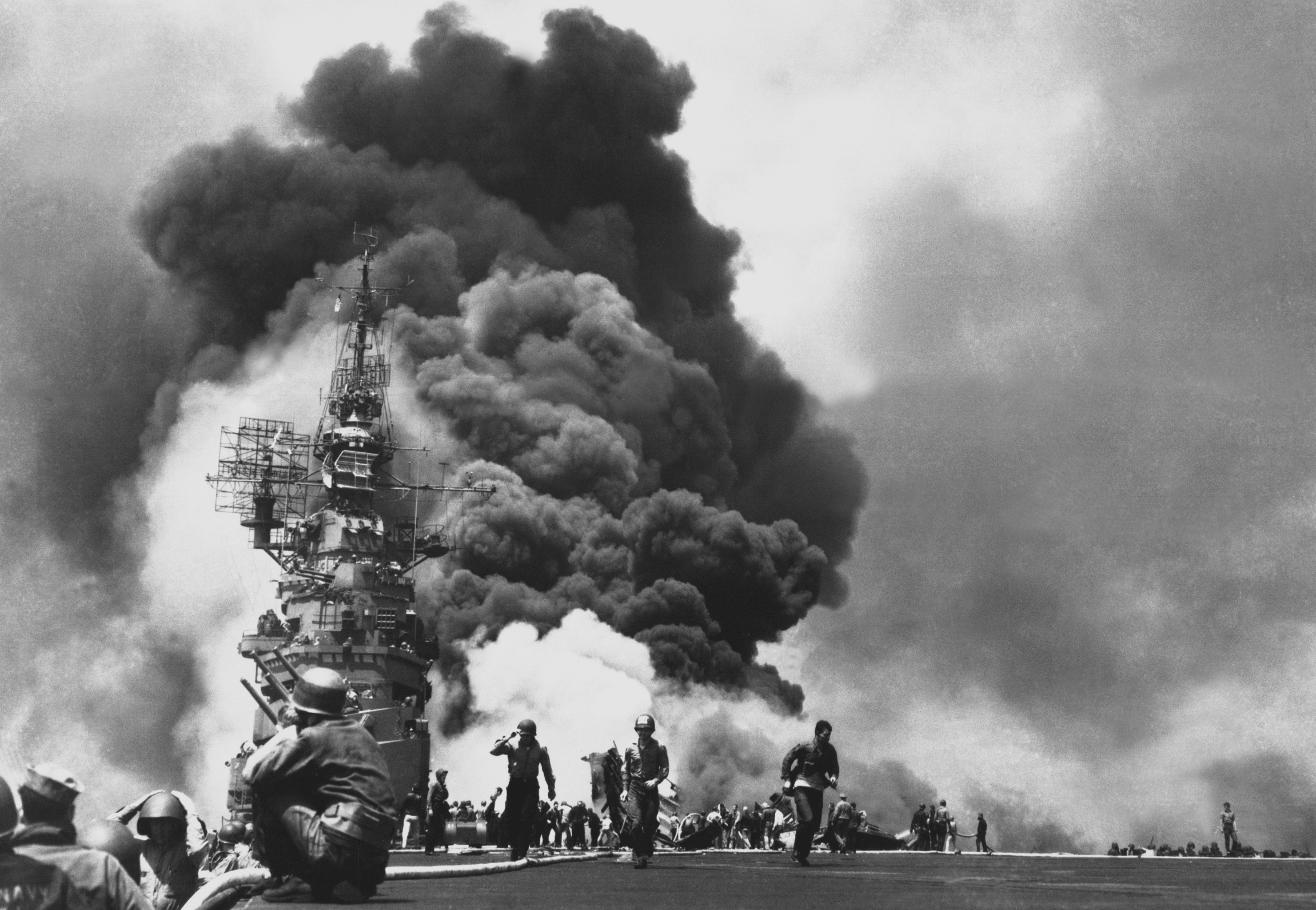
USS Bunker Hill in brand na geraakt te zijn door twee kamikazes

- Op 6 en 7 april vond voor het eerst een massale kamikazeaanval plaats. Honderden kamikazevliegtuigen, de zogenaamde "kikusui" (drijvende chrysant, het keizerlijk symbool van Japan), stortten zich op de invasievloot. Op het einde van de slag hadden 1465 kamikazevluchten plaatsgevonden. Dertig Amerikaanse schepen werden tot zinken gebracht en 164 werden beschadigd.
- De Japanners hadden ook een plan ontworpen om de Amerikaanse vloot met snelle motorboten vol explosieven aan te vallen. Dit plan werd echter nooit uitgevoerd.
- De trots van de Japanse vloot, de Yamato, het grootste slagschip ooit, werd ook op een kamikazemissie gestuurd. Het plan was dat hij zichzelf zou laten vastlopen op de stranden van Okinawa en dat hij zou fungeren als geschutsemplacement. De Amerikaanse onderzeeër USS Hackleback ontdekte het slagschip en zijn escorte - bestaande uit de lichte kruiser Yahagi en acht torpedobootjagers - echter eerder en gaf hun plaats door. Viceadmiraal Marc Mitscher lanceerde luchtaanvallen op 7 april om 10.00 uur. Gedurende de volgende twee uren werd het Japanse flottielje constant vanuit de lucht aangevallen. De Yamato incasseerde twaalf bommen en zeven torpedo's. Hij ontplofte uiteindelijk en zonk. De Yahagi en een van de torpedobootjagers deelden zijn lot. Vier van de andere torpedobootjagers konden niet meer terugkeren naar Japan. Van de bemanning van de Yamato overleefden slechts 269 manschappen van de 2747 de zeeslag. De Yahagi verloor 446 man en op de torpedobootjagers kwamen er 391 om het leven. De Amerikanen verloren tien vliegtuigen en twaalf militairen. Dit was de laatste actie van de Japanse vloot gedurende de oorlog.

## Gevolgen
Het verbeten gevecht en de naar Amerikaanse begrippen extreem hoge verliezen om een betrekkelijk klein eiland gaf de Amerikanen weinig moed of hoop voor een invasie met conventionele middelen van de hoofdeilanden van Japan. Dat was precies de bedoeling van het Japanse opperbevel. Dit droeg bij aan het besluit van president Harry Truman tot het werpen van de in het geheim ontwikkelde atoombommen op Hiroshima en Nagasaki. Volgens de gangbare opvatting werd keizer Hirohito aldus gedwongen tot capitulatie. Dit markeerde het einde van de Tweede Wereldoorlog, omdat Duitsland al in mei 1945 gecapituleerd had.